# 윤아
윤아(본명: 임윤아(林潤妸), 1990년 5월 30일 ~ )는 대한민국의 가수, 배우이며 걸그룹 소녀시대의 리드댄서, 서브보컬을 맡고 있다.
2007년 7월 14일부터 2007년 9월 9일까지 방영하여 종영한 텔레비전 드라마 "9회말 2아웃"으로 배우를 데뷔 하였고 같은 해 2007년 8월 5일부터는 걸그룹 소녀시대 멤버로 데뷔하여 국내외에서 큰 인기를 얻으며 활발한 활동을 하였다. 윤아는 그녀의 가수 활동과는 별도로 다양한 텔레비전 드라마에 참여했다. 특히 "너는 내 운명"(2008)과 "신데렐라 맨"(2009) "사랑비"(2012) "총리와 나"(2013) "THE K2"(2016)과 중국 드라마 "무신 조자룡"(2016) 등에 출연 하였다. 2017년에는 영화 "공조" 로 스크린 데뷔를 하며 드라마와 영화를 넘나드는 배우로 입지를 다졌다.

## 학력
- 서울신영초등학교 (졸업)
- 영남중학교 (졸업)
- 대영고등학교 (졸업)
- 동국대학교 연극학과 (졸업)

## 생애
윤아(임윤아)는 1990년 5월 30일 대한민국 서울특별시 영등포구 대림동에서 2녀 중 둘째로 태어났다. 형제자매로는 5살 연상의 언니가 한 명 있다.

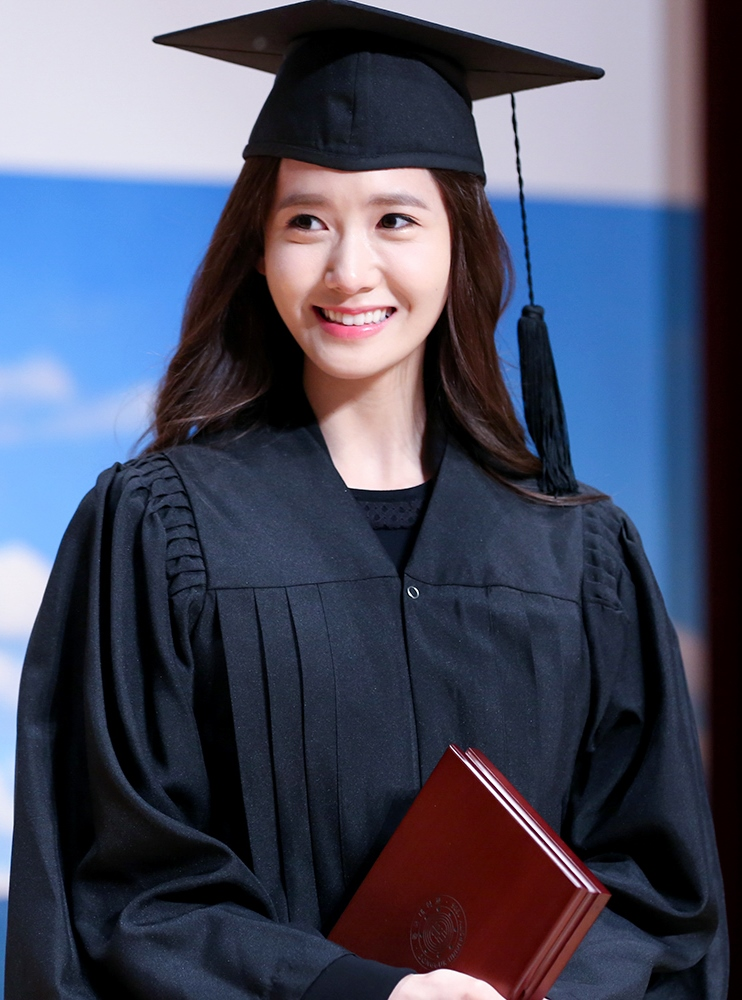
2015년 2월 24일 동국대학교 2015년 전기 학위졸업식에서 윤아.

윤아는 어린 시절 걸 그룹 S.E.S., 핑클과 여가수 보아를 동경하면서 가수가 되기를 꿈꿨다. 윤아는 2002년 5월 신영초등학교 6학년 시절 SM 엔터테인먼트 토요 공개 오디션을 통해 캐스팅 되었으며, 이 날 그녀는 오디션 곡으로 왁스의 "부탁해요"를 부르고 브리트니 스피어스의 "Oops i did it again"에 맞춰 춤을 추었다고 한다. 이후 5년 2개월의 연습생 기간을 지내고 소녀시대로 데뷔했다.
그녀는 영등포구 소재의 영남중학교를 졸업 후 대영고등학교에 진학하여 2009년 2월 11일 졸업하였다. 졸업식에서 윤아는 예체능계에서 특별한 재능으로 학교의 명예를 빛낸 학생에게 수여하는 예능상을 수상했다. 2008년 11월 2009학년도 수시 2학기 연기재능우수자 전형에서 최종 합격한 윤아는 2009년 3월 동국대학교 연극학부에 입학하였다. 그녀는 재학 중 성실한 학교 생활은 물론 홍보대사 등 활발한 활동을 했다.
2011년 9월 인터뷰에서 그녀는 송준원과의 열애설에 대해 부인한 바 있다.
2015년 2월 24일 윤아는 지난 2009년 입학한 후 6년 만에 학교를 졸업하게 되었고, 서울 장충동 동국대학교에서 열린 2015년 전기 학위졸업식에 참석하여 모범적인 활동과 활발한 대외 활동으로 학교를 빛내 공로상 수상자로 선정됐으며, 이 날 예술대학 연극학부 대표로 공로상을 수상하였다.

## 경력

### 소녀시대, 데뷔 및 활동
2002년 초등학교 6학년 때 SM 토요 공개 오디션을 통해 캐스팅 된 윤아는 이후 노래, 춤, 연기 등을 끊임없이 트레이닝을 받으며 5년 2개월의 연습 기간을 거쳤고, 소녀시대로 데뷔하기 전에, 뮤직 비디오와 광고에서 다양한 모습으로 출연하였다. 그녀는 2004년 동방신기의 겨울 앨범 "마법의 성" 뮤직 비디오에 처음 등장했다. 또한 윤아는 소녀시대로 데뷔하기전까지 작품뿐만 아니라 광고를 포함해 오디션을 200번 정도 봤다고 한다.

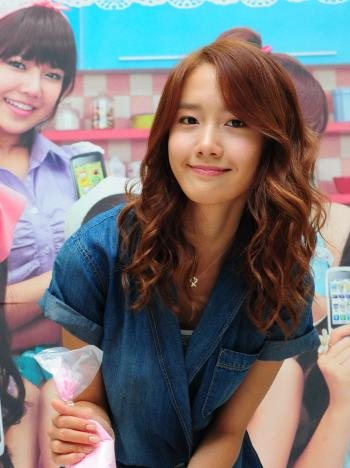
2010년 소녀시대와 함께하는 쿠키 데이트에서 윤아.

윤아는 SM에서 선보이는 걸 그룹 소녀시대 멤버에 1번째로 합류해 2007년 8월 5일 싱글 곡 "다시 만난 세계"로 정식 데뷔했다. 이 그룹은 2009년 대히트한 싱글 "Gee"과 후속 곡 "소원을 말해봐 (Genie)"의 연이은 히트로 큰 인기를 얻으며, 국민 걸그룹으로 급부상하였다.

### 2007–2013: 연기 활동 및 한류 스타로서의 인기
윤아는 소녀 시대의 활동 외에도 여러 편의 텔레비전 드라마에 주조연으로 출연하며 활동을 병행해 왔다. 소녀시대 데뷔와 맞물린 드라마 출연은 소녀시대 데뷔 초반 대중들의 시선을 이목시켜 이름을 알리는데 한몫을 했다. 그녀는 2007년 7월 방영된 MBC 로맨스 "9회말 2아웃"에서 인터넷소설 작가인 고등학교 3학년생 신주영 역으로 출연해 연기자로 첫 입문하였다. 이 드라마에서 3회 마지막 장면에 잠깐 모습을 드러낸 윤아는 출판사에서 알게 된 홍난희(수애 분)를 통해 오랫동안 좋아했던 야구선수 김정주(이태성 분)를 만난 후 난희의 연적으로 돌변해 불꽃 튀는 사랑 경쟁을 벌이는 연기를 선보였다. 그 후 그녀는 MBC 주말 드라마 "천하일색 박정금"에서 가출소녀 유미애 역으로 특별 출연하였다.
2008년 5월 윤아는 KBS1 일일 드라마 "너는 내 운명"에서 여주인공 장새벽 역할을 맡아 대중들에게 배우 임윤아의 이름을 널리 알렸다. 이 드라마는 최고 시청률 41.5%을 기록하며 많은 사랑을 받았다. 윤아는 스스로 이 역할이 자신의 연기 경력에 큰 터닝 포인트라고 말하기도 했다. 그 해 연말 KBS 연기대상 여자 신인상을 수상하였으며, 제45회 백상예술대상 TV부문 여자신인상을 연이어 수상하는 쾌거를 이뤘다 윤아는 2009년 권상우와 함께 MBC 드라마 "신데렐라 맨"에 출연했다.
윤아는 2010년 2월 21일부터 7월 11일까지 방영된 SBS 예능 프로그램 "패밀리가 떴다 2"에 고정 출연하였다.

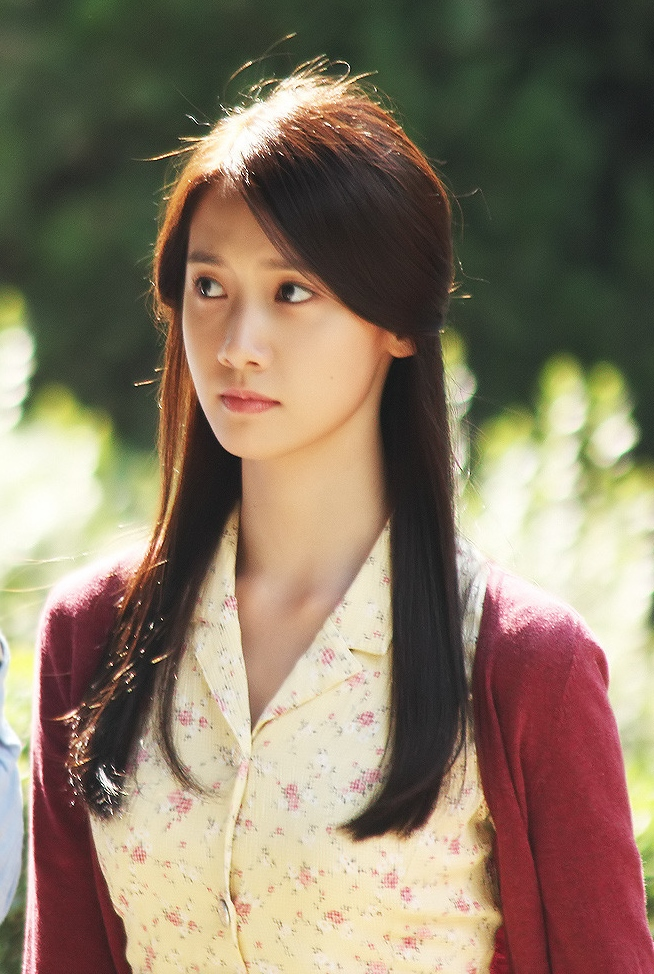
2011년 9월 드라마 "사랑비" 촬영 중인 윤아.

2012년 3월 윤아는 KBS2 로맨스드라마 "사랑비"에서 수수하고 청초한 외모의 김윤희와 긍정의 기운을 내뿜는 명랑소녀 김윤희(이미숙 분)의 딸 정하나 역까지 180도 상반된 캐릭터의 1인 2역을 맡아 안방극장으로 컴백했다. 이 드라마는 70년대 아날로그 시대의 순수했던 사랑의 정서와 오늘날 디지털 시대의 트렌디한 사랑법을 동시에 담아내며 시대를 초월하는 사랑의 본질을 이야기한다. 드라마는 국내에서 낮은 시청률을 기록했지만 해외에서 많은 관심을 불러 일으키며, 윤아의 연기는 긍정적인 평가를 받았다.
2013년 12월 윤아는 KBS2 로맨틱 코미디 드라마 "총리와 나"에서 이범수와 함께 주연을 맡아 총리의 집안에 찾아온 어린 엄마 남다정 역할을 연기했다. 이 업무 100점이지만 육아는 0점인 총리 가족에게 엄마가 찾아오면서 벌어지는 사랑 이야기를 담고 있다. 드라마는 낮은 평가를 받았지만 윤아의 연기는 긍정적인 평가 받으며, 그 해 연말 KBS 연기대상 여자 우수상을 수상하였다.

### 2015-현재: 계속된 연기 활동, 영화 데뷔, 유닛 활동
2015년 5월 이니스프리의 웹드라마 "Summer Love"에 이민호와 함께 출연했다.

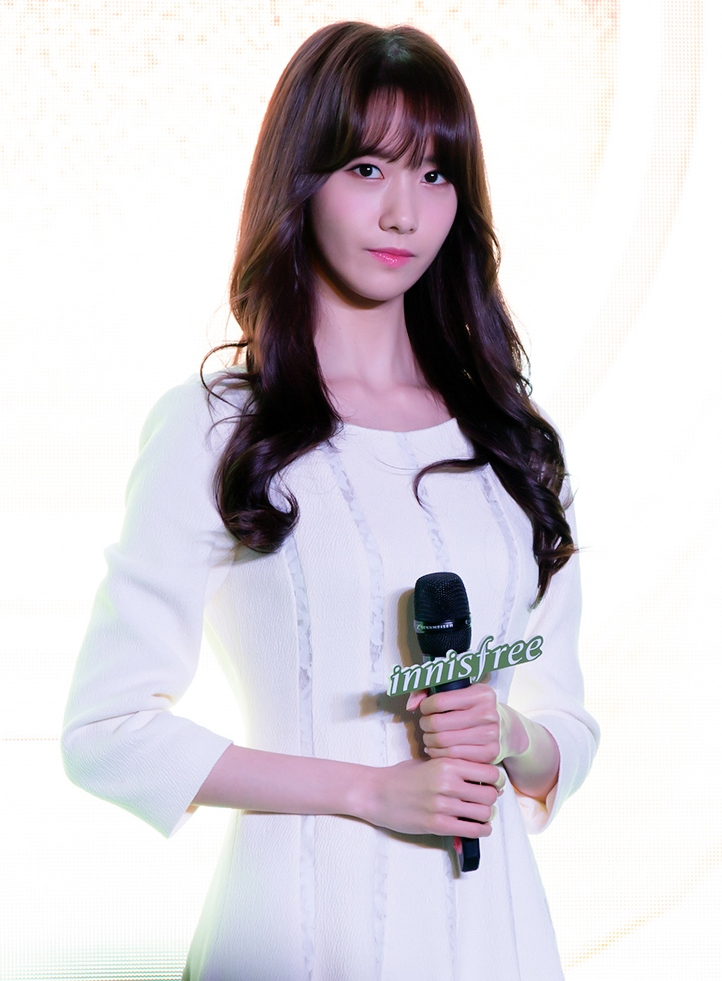
2015년 1월 중국 상하이에서 열린 이니스프리 프로모션 행사에서 윤아.

윤아는 또한 개인 활동과 소녀시대 멤버로서 수 많은 브랜드의 광고 모델로 활약하며 "광고 퀸"으로 등극했다.
2016년 3월 윤아는 SM 스테이션의 일환으로 한국인 인디 그룹 10cm과 공동으로 첫 솔로 싱글 "덕수궁 돌담길의 봄"를 발표했다. 이 곡은 가온 디지털 차트 24위를 기록했다. 미국 음악 매체 "퓨즈"는 “여유롭고 듣기 쉬운 음악”이라고 묘사하며 “사랑스러운” 윤아가 노래를 전달하는 방법이라고 칭찬했다.
2016년 4월 윤아는 중국 소설 ‘삼국지연의’에 등장하는 영웅 조자룡의 이야기를 원작으로 중국 동한 말년을 배경으로 개성 강한 인물들이 펼치는 전쟁, 사랑, 성장 이야기를 담은 중국 호남위성 TV의 역사극 "무신 조자룡"에서 빼어난 미모와 여성스러운 성격을 가진 조자룡의 첫사랑 하후경의 역으로 출연해 죽음을 맞이한 후 39회부터는 무술에 능하며 활동적인 마옥유 역으로 재등장, 상반된 매력의 1인 2역을 완벽 소화하며 열연을 펼쳤다. 2016년 8월 윤아는 중국에서 디지털 미니 앨범 "Blossom"을 발표했다. 윤아는 같은 해 6월 25일 중국 베이징 국가 올림픽 센터 체육관에서 첫 단독 팬미팅 '1st 팬미팅 인 베이징 [블로썸]'을 열고 중국 팬들과 만났다. 이어 7월 2일 광저우, 7월 24일 충칭, 7월 30일 상하이 등 대도시에서 팬미팅 투어를 이어갔다.

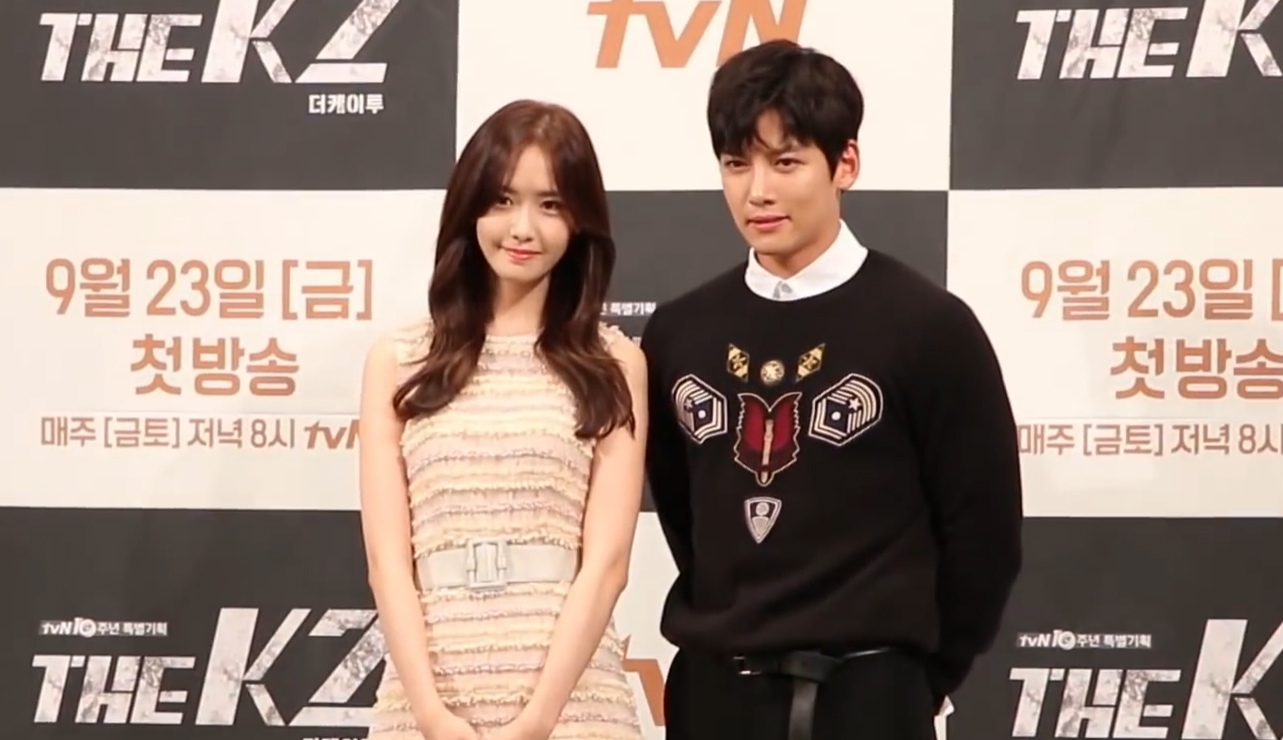
2016년 "THE K2"제작발표회에서 지창욱과 함께한 윤아.

2016년 9월 윤아는 tvN의 액션 스릴러 드라마 "THE K2"에 출연하며 3년 만에 국내 브라운관에 복귀하였다. 그녀는 극 중 유력 대권주자의 딸이자 왕년의 스타 어머니로 인해 자신에게 쏟아지는 스포트라이트를 견디지 못해 공황장애를 안고 사는 히키코모리인 고안나 역할을 연기하며, 지창욱, 송윤아 등과 공연하였다. 그녀는 기대 이상의 연기로 초반 적은 분량에도 불구하고 등장하는 신마다 호평을 이끌어냈고, 윤아의 성장을 보여주는 작품이자 연기자로서 가능성을 어필한 인생작이 됐다. 윤아는 이 작품으로 제1회 아시아 아티스트 어워즈 드라마 부문 아시아 스타상, 드라마 부문 인기상을 수상하였다.

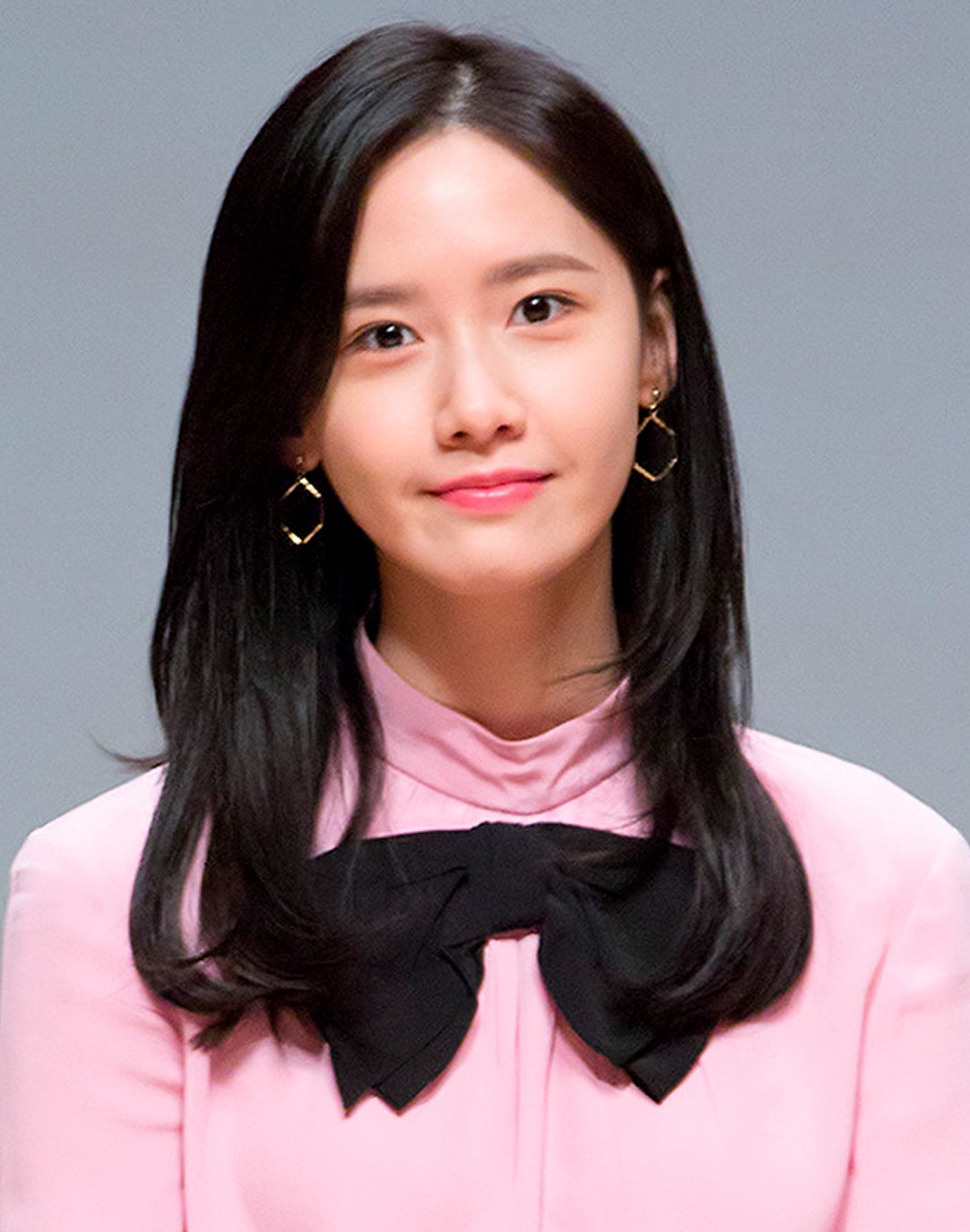
2017년 1월 16일 영화 "공조" 쇼케이스에서 윤아.

2017년 1월 윤아는 김성훈 감독의 액션 코미디 영화 "공조"에서 생계형 남한형사 강진태(유해진 분)의 집에 얹혀살고 있는 백수 처제 민영 역할을 연기하며 스크린 데뷔를 했다. 영화는 780만 명의 관객을 동원하며 많은 사랑을 받았고, 윤아는 극 중 감초 역할을 톡톡히 하며 관객들에게 호평을 받으며 여러 국내외 시상식에서 후보로 지명되었다. 제38회 청룡영화상, 제54회 대종상 영화제, 제53회 백상예술대상, 제12회 아시안 필름 어워즈 신인여우상 후보에 올랐으며, 제53회 백상예술대상 영화부문 여자 인기상과 제1회 더 서울어워즈 영화 부문 여자 신인상, 한국 영화를 빛낸 스타상 신인상, 제7회 마리끌레르 영화제 라이징 스타상, 제1회 사이판 국제 영화제 아시아 최고 인기 여배우상, 제12회 아시안 필름 어워즈 넥스트 제너레이션상을 수상하는 쾌거를 이뤘다. 2017년 10월 12일 영화의 전당에서 열린 제22회 부산국제영화제 개막식에서 윤아는 장동건과 사회자로 나서 진행을 하였다.
윤아는 이효리, 이상순 부부가 제주도에서 부부 민박집을 운영하는 모습을 담으며, 지난 여름 편에 이어 겨울과 봄을 배경으로 2018년 2월 4일부터 방영한 JTBC 예능 프로그램 "효리네 민박 2"에 알바생 직원으로 고정 출연했다.

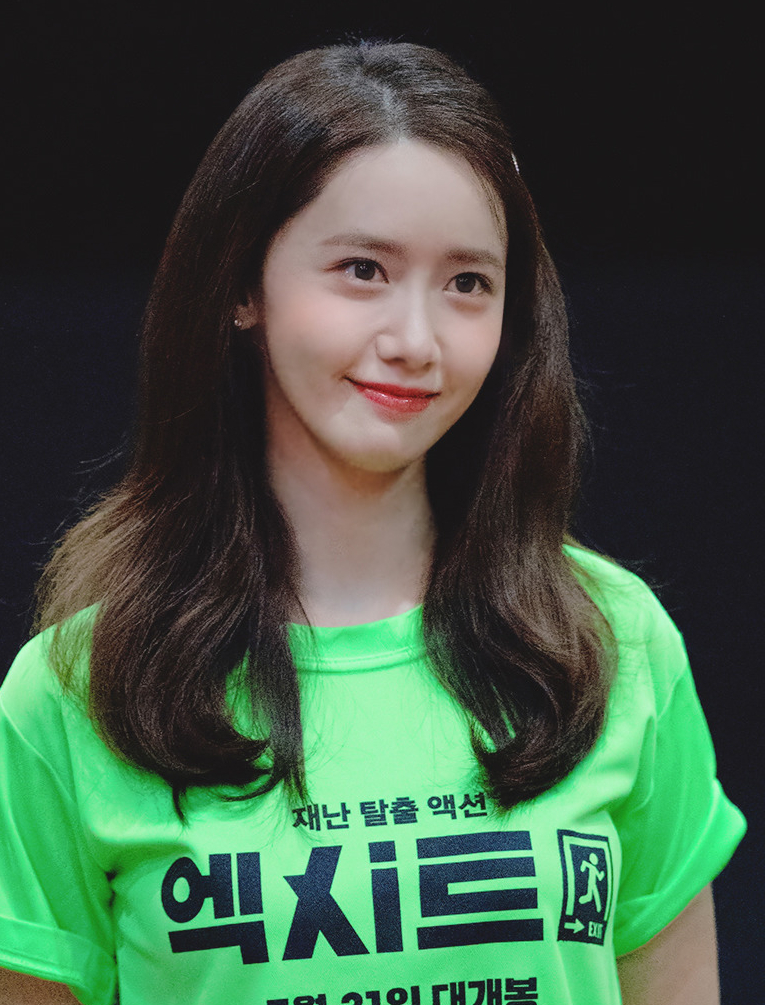
2019년 8월 영화 "엑시트"무대인사에서 윤아

윤아는 이상근 감독의 재난 영화 "엑시트"에서 용남(조정석 분)의 대학시절 동아리 후배 의주 역에 캐스팅 되었다. 영화는 2019년 7월에 개봉을 했다. 엑시트는 기대했던 1000만 관객 돌파에는 실패하였지만, 약 940만 관객을 모으며 흥행에 성공하였다.
2018년 8월 2일 SM에서는 같은 해 하반기 안에 새로운 유닛을 구성하여 컴백할 계획이라고 발표하였다. 이후 태연, 써니, 효연, 유리, 윤아로 소녀시대의 두번째 유닛 그룹 소녀시대-Oh!GG를 결성하였고, 9월 5일 첫 싱글 앨범 "몰랐니 (Lil’ Touch)"를 발매했다.
2020년 하반기에 방영예정인 JTBC 드라마 "허쉬"에 인턴기자 이지수 역으로 출연했다. 이 작품은 신문사를 배경으로 직장인 기자들의 생존과 양심, 그 경계의 딜레마를 그리는 사람 냄새 가득한 공감 오피스 드라마로 소설 "침묵주의보"를 원작으로 한다. 황정민과의 사제간 케미를 제대로 보여주며 연기력 호평을 이끌어냈다.
2021년 개봉을 목표로 한 영화 "공조 Part 2:인터내셔널"에도 캐스팅되어... "공조"이후, 유해진, 현빈과 전편에 이어서... 그리고 새롭게 등장할 진선규, 다니엘헤니 등과 출연했다.
2022년 7월에는 이종석과 함께 찍은 "빅마우스"(MBC)를 방영했다. 
2022년 안보현, 성동일 등과 엑시트 감독인 이상근 감독이 연출하는 "2시의 데이트"의 촬영에 임했다.

## 음반 목록

### EP (미니 앨범)
| 연도 | 제목      | 음반 정보 |
| ---- | --------- | --- |
| 2016 | "Blossom" | - 발매일: 2016년 8월 4일 - 언어: 만다린어 - 레이블: SM 엔터테인먼트 - 포맷: CD, 디지털 다운로드 트랙 리스트 1. 'Red Bean' 2. 'A Little Happiness' 3. 'The Moon Represents My Heart' |

### 싱글
| 제목                                                             | 연도      | 최고 차트 순위 | 최고 차트 순위 | 판매량 (DL)         | 수록 음반          |
| 제목                                                             | 연도      | 대한민국       | 미국 빌보드    | 판매량 (DL)         | 수록 음반          |
| 솔로 참여                                                        | 솔로 참여 | 솔로 참여      | 솔로 참여      | 솔로 참여           | 솔로 참여          |
| ---------------------------------------------------------------- | --------- | -------------- | -------------- | ------------------- | ------------------ |
| "덕수궁 돌담길의 봄" (feat. 10cm)                                | 2016      | 24             | 7              | - 대한민국: 194,752 | SM 스테이션 시즌 1 |
| "바람이 불면 (You Are My Star)"                                  | 2017      | —              | —              | 빈칸                | SM 스테이션 시즌 2 |
| "너에게(To you)"                                                 | 2018      | —              | —              | 빈칸                | 디지털 싱글        |
| 프로모션 싱글                                                    |           |                |                |                     |                    |
| "햅틱 모션" (with 제시카, 티파니, 동방신기)                      | 2008      | —              | —              | 빈칸                | 디지털 싱글        |
| "Innisfree Day" (이니스프리 에코송)                              | 2010      | —              | —              | 빈칸                | 디지털 싱글        |
| 사운드 트랙 참여                                                 |           |                |                |                     |                    |
| "Amazing Grace"                                                  | 2016      | —              | —              | 빈칸                | THE K2 사운드 트랙 |
| "—" 표시는 차트에 진입하지 못함을 의미함(2010년 이전 자료 없음). |           |                |                |                     |                    |

## 팬미팅

### 총리와나 프리미어 pptv 스페셜 팬미팅
| 개최일          | 도시 | 국가 | 개최지                           |
| --------------- | ---- | ---- | -------------------------------- |
| 2014년 7월 26일 | 방콕 | 태국 | 시암 파발라이 로얄 그랜드 시어터 |

### 중국 단독 팬미팅 투어 "Blossom"

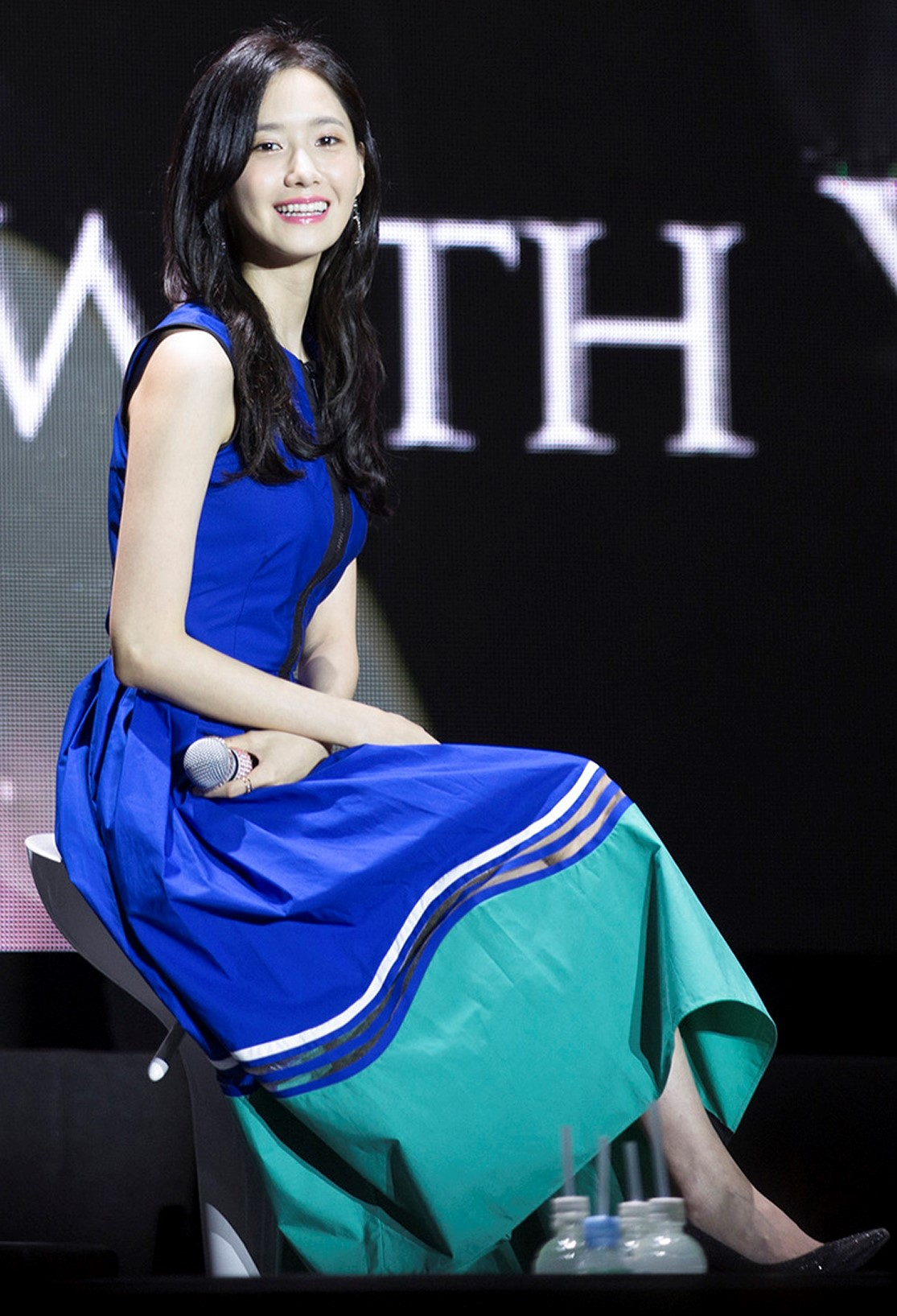
2017년 1월 타이완 팬미팅에서 윤아

| 개최일          | 도시   | 국가 | 개최지                            |
| --------------- | ------ | ---- | --------------------------------- |
| 2016년 6월 25일 | 베이징 | 중국 | 베이징 올림픽 스포츠센터 스포디움 |
| 2016년 7월 2일  | 광저우 | 중국 | 광저우 체육관 2호관               |
| 2016년 7월 24일 | 충칭   | 중국 | 충칭 인민 그랜드 홀               |
| 2016년 7월 30일 | 상하이 | 중국 | 상하이 국제 체조 센터             |

### THE K2 프로모션 팬미팅
| 개최일                | 도시     | 국가     | 개최지              |
| --------------------- | -------- | -------- | ------------------- |
| 2017년 1월 13일       | 타이베이 | 중화민국 | 국립대만대학 체육관 |
| 2017년 4월 23일 (2회) | 사이타마 | 일본     | 오미야 소닉 시티홀  |

### YOONA FANMEETING TOUR, So Wonderful Day #Story_1
| 개최일                | 도시     | 국가     | 개최지                   |
| --------------------- | -------- | -------- | ------------------------ |
| 2018년 5월 20일       | 서울     | 대한민국 | 세종대학교 대양 홀       |
| 2018년 7월 7일        | 방콕     | 태국     | 썬더 돔                  |
| 2018년 7월 13일 (2회) | 도쿄     | 일본     | 나카노 선 플라자 홀      |
| 2018년 7월 15일 (2회) | 오사카   | 일본     | NHK 오사카 홀            |
| 2018년 8월 4일        | 홍콩     | 홍콩     | 아시아 월드 엑스포 홀 11 |
| 2018년 9월 28일       | 싱가포르 | 싱가포르 | Zepp@BigBox              |
| 2018년 11월 11일      | 타이베이 | 대만     | 인터네셔널 컨벤션 센터   |

### YOONA BIRTHDAY PARTY
| 개최일          | 도시 | 국가     | 개최지         |
| --------------- | ---- | -------- | -------------- |
| 2015년 5월 30일 | 서울 | 대한민국 | SMTOWN THEATER |
| 2016년 5월 22일 | 서울 | 대한민국 | SMTOWN THEATER |
| 2017년 5월 21일 | 서울 | 대한민국 | SMTOWN THEATER |
| 2019년 5월 26일 | 서울 | 대한민국 | SMTOWN THEATER |

### YOONA FAN MEETING TOUR: YOONITE
| 개최일          | 도시     | 국가       | 개최지                        |
| --------------- | -------- | ---------- | ----------------------------- |
| 2024년 1월 6일  | 서울     | 대한민국   | 블루스퀘어 마스터카드 홀      |
| 2024년 1월 7일  | 서울     | 대한민국   | 블루스퀘어 마스터카드 홀      |
| 2024년 1월 13일 | 홍콩     | 홍콩       | KITEC 스타 홀                 |
| 2024년 2월 3일  | 마카오   | 마카오     | 마카오 컨벤션 센터            |
| 2024년 2월 4일  | 타이베이 | 대만       | 인터네셔널 컨벤션 센터        |
| 2024년 2월 12일 | 횡빈     | 일본       | 파시피코 요코하마 국립대 홀   |
| 2024년 2월 24일 | 방콕     | 태국       | BITEC 이벤트 98               |
| 2024년 3월 1일  | 마닐라   | 필리핀     | SMX 컨벤션 센터               |
| 2024년 3월 3일  | 자카르타 | 인도네시아 | 비치 시티 인터네셔널 스타디움 |